# Microlicia tenuifolia
Microlicia tenuifolia är en tvåhjärtbladig växtart som beskrevs av R.Romero. Microlicia tenuifolia ingår i släktet Microlicia och familjen Melastomataceae. Inga underarter finns listade i Catalogue of Life.